# Daegu
Daegu (대구?, DaeguRR, TaeguMR, pron. tɛ̝.ɡu), oficialmente Ciudad Metropolitana de Daegu (대구광역시?, Daegu-gwangyeoksiRR, Taegu-gwangyŏkshiMR), es una de las seis ciudades metropolitanas que, junto a las nueve provincias, la ciudad especial y la ciudad autónoma especial, forman Corea del Sur.
Está ubicada al sureste del país, entre las provincias de Gyeongsang del Norte y Gyeongsang del Sur. Es la cuarta ciudad más poblada de Corea del Sur, después de Seúl, Busán e Incheon. Fue la capital de la provincia de Gyeongsang del Norte, aunque legalmente no es parte de esta provincia. La capital se trasladó a Andong, Gyeongsang del Norte en febrero de 2016. Se encuentra en el norte de la región de Yeongnam.

## Historia
Daegu siempre ha tenido una gran importancia por su estratégica situación en la confluencia de los ríos Geumho y Nakdong. Durante la dinastía Joseon, la ciudad fue el centro administrativo, económico y cultural de toda la región de Gyeongsang, papel que más adelante desempeñaría la ciudad de Busán, en Gyeongsang del Sur.

### Período anterior a la era de los Tres Reinos
Antes del período de los Tres Reinos, en el territorio actual de Daegu existía una ciudad fortificada conocida como Dalgubeol. La primera mención conocida de Dalgubeol data del año 261. No se conocen más datos previos a esa fecha.

### Era de los Tres Reinos
En el periodo de los Tres Reinos, del siglo IV al siglo VII, el territorio de Daegu fue conquistado por el reino de Silla, probablemente, alrededor del siglo V.

### Silla unificada
Al final de siglo VII, con el apoyo de la dinastía Tang de China, el reino de Silla, consiguió derrotar a los otros dos reinos, Goguryeo o Koguryŏ y Baekje o Paekche. Poco después, se propuso trasladar la capital del reino desde Gyeongju hasta Daegu, pero no llegó a hacerse. Conocemos este hecho solo por una línea en el texto clásico Samguk Sagi (Crónica de los Tres Reinos), sin embargo, se cree que fue debido a la resistencia de la clase política de Gyeongju.
En 757, la ciudad recibió su nombre actual.
La mayoría de los restos de este período se han encontrado en el Monte Palgong, en los alrededores del templo Donghwasa, ubicado en la zona norte de Daegu. Este templo fue fundado en el período Silla, así como la pagoda del rey Minae.

### Era Tardía de los Tres Reinos y Dinastía Goryeo
En la era tardía de los Tres Reinos, se produjo en la zona de Daegu la batalla de Dongsudaejeon, debido a la situación estratégica de la región para los tres reinos, Goryeo, Hubaekje y Silla. Esta batalla, que tuvo lugar en 927, enfrentó a Gyeon Hwon, de Hubaekje, y a Wang-geon, de Taebong. 
En 927, el general Sing Sung-gyeom, del reino de Silla, salvó la vida del rey Wang Geon de Goryeo cuando el ejército de Goryeo iba a colaborar con el reino de Silla contra el ataque de Hubaekje. Cuando el rey Wang-geon se encontraba en el campo de batalla (cerca del templo Donghwasa), el general Sing se intercambió su armadura con el rey, atrayendo a los soldados de Hubaekje, quienes lo atraparon. De esta forma, el verdadero Wang-geon pudo escapar, para más adelante, conseguir unificar los tres reinos, comenzando así la Dinastía Goryeo.

### Dinastía Joseon
En 1601, Daegu fue designada capital de la provincia de Gyeongsang. Los primeros mercados regulares de la ciudad se fundaron al final de esta dinastía. El más célebre de estos mercados fue el de hierbas medicinales de Yangnyeongsi, el que se convirtió en el mercado más importante de la ciudad y atrajo visitantes de los países vecinos.

### Imperio de Corea y dominación japonesa
En 1895, se creó en esta ciudad una de las primeras oficinas de correo de Corea, como parte de las reformas impulsadas por los japoneses. Los movimientos antijaponeses tuvieron mucha actividad en la ciudad. 

### Corea del Sur
El fin de la ocupación japonesa en 1945 trajo efervescencia a la ciudad. En octubre de 1946 se produjeron diversas manifestaciones de descontento popular. A fines de esa década se registraron diversas actividades de guerrilla en toda la provincia de Gyeongsang del Norte. Durante la guerra de Corea, ocurrieron muchos combates en el río Nakdong, pero la ciudad permaneció dentro de Corea del Sur durante la guerra. 
Durante la segunda mitad del siglo XX, la ciudad experimentó un crecimiento explosivo. En la década de 1980, Daegu fue constituida como "ciudad directamente gobernada", y en 1995 se le nombró como "ciudad metropolitana".
En 2011, la ciudad fue elegida por la Federación Internacional de Atletismo (IAAF), como la sede de la XIII edición de la competencia.

## Geografía

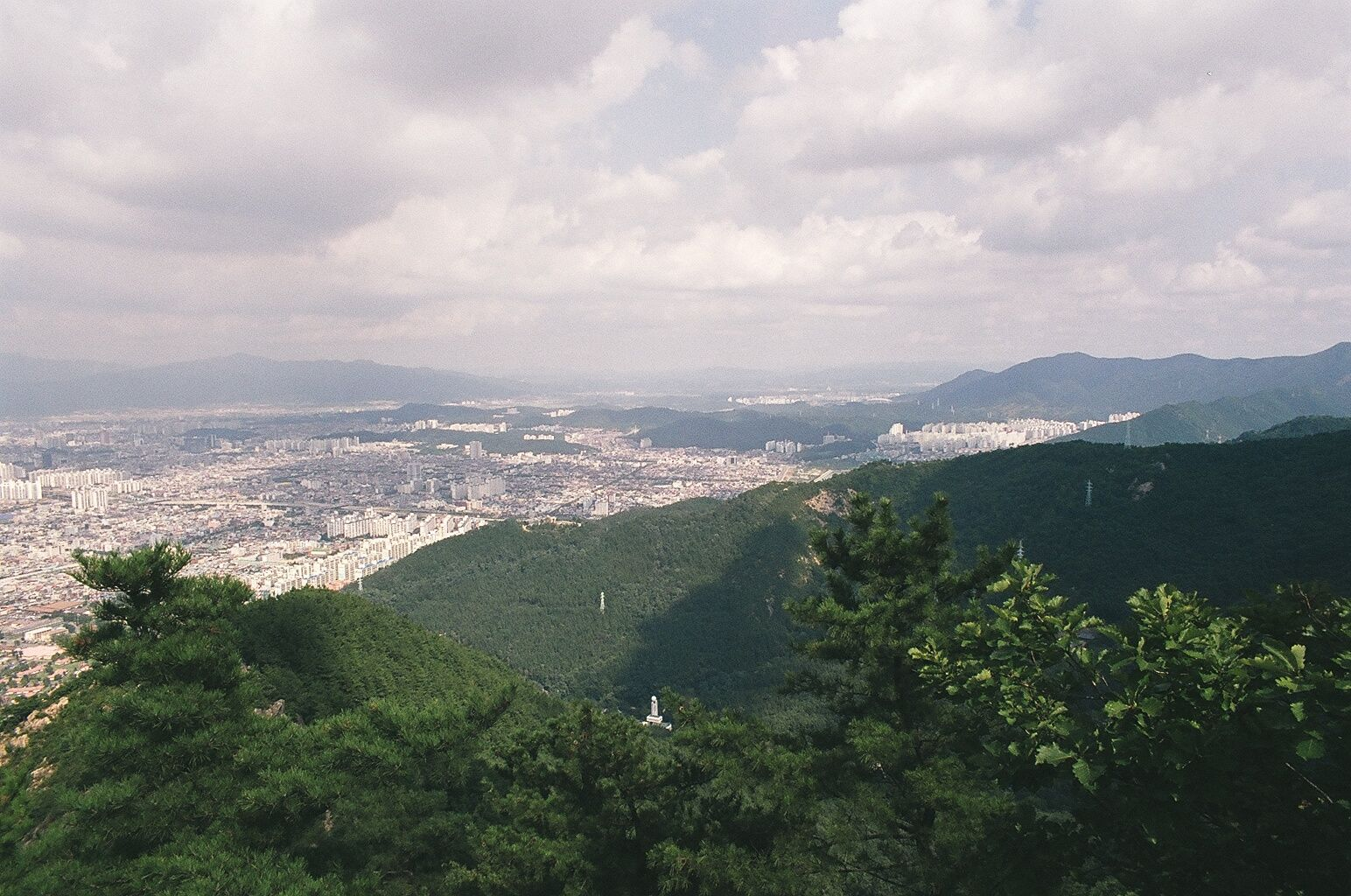
Vista del suroeste de Daegu desde el parque Apsan, incluidas algunas de las colinas que delimitan el límite sur de la ciudad.

Daegu se encuentra en un valle, que está rodeado por montes poco elevados: el monte Palgong (Palgong-san) en el norte, el Biseul (Biseul-san) en el sur, las colinas de Gaya (Gaya-san) al oeste, y una serie de colinas más pequeñas al este.
En los límites norte y este de la ciudad fluye el río Geumho, que desemboca al oeste de la ciudad en el río Nakdong.
Por su orografía, Daegu es más cálida que el resto de Corea durante el verano, pues las montañas retienen el aire húmedo y cálido. De la misma forma, se registran temperaturas más frías en el invierno. La zona no recibe demasiadas precipitaciones, salvo en el verano, y registra escasa nubosidad.

### Clima
Daegu tiene un clima subtropical húmedo. Las montañas a sus alrededores atrapan el aire caliente y húmedo, lo mismo ocurre en los meses de invierno con el aire frío. La zona recibe poca lluvia excepto durante el verano y es soleada el resto de año. La temperatura más baja registrada fue de −20C, y la más alta con 40C.
| Parámetros climáticos promedio de Daegu (1981−2010) | Parámetros climáticos promedio de Daegu (1981−2010) | Parámetros climáticos promedio de Daegu (1981−2010) | Parámetros climáticos promedio de Daegu (1981−2010) | Parámetros climáticos promedio de Daegu (1981−2010) | Parámetros climáticos promedio de Daegu (1981−2010) | Parámetros climáticos promedio de Daegu (1981−2010) | Parámetros climáticos promedio de Daegu (1981−2010) | Parámetros climáticos promedio de Daegu (1981−2010) | Parámetros climáticos promedio de Daegu (1981−2010) | Parámetros climáticos promedio de Daegu (1981−2010) | Parámetros climáticos promedio de Daegu (1981−2010) | Parámetros climáticos promedio de Daegu (1981−2010) | Parámetros climáticos promedio de Daegu (1981−2010) |
| Mes                                                 | Ene.                                                | Feb.                                                | Mar.                                                | Abr.                                                | May.                                                | Jun.                                                | Jul.                                                | Ago.                                                | Sep.                                                | Oct.                                                | Nov.                                                | Dic.                                                | Anual                                               |
| --------------------------------------------------- | --------------------------------------------------- | --------------------------------------------------- | --------------------------------------------------- | --------------------------------------------------- | --------------------------------------------------- | --------------------------------------------------- | --------------------------------------------------- | --------------------------------------------------- | --------------------------------------------------- | --------------------------------------------------- | --------------------------------------------------- | --------------------------------------------------- | --------------------------------------------------- |
| Temp. máx. media (°C)                               | 5.5                                                 | 8.3                                                 | 13.5                                                | 20.6                                                | 25.3                                                | 28.3                                                | 30.3                                                | 31.0                                                | 26.7                                                | 21.9                                                | 14.7                                                | 8.2                                                 | 19.5                                                |
| Temp. media (°C)                                    | 0.6                                                 | 2.9                                                 | 7.8                                                 | 14.3                                                | 19.1                                                | 22.8                                                | 25.8                                                | 26.4                                                | 21.7                                                | 15.9                                                | 9.0                                                 | 2.9                                                 | 14.1                                                |
| Temp. mín. media (°C)                               | −3.6                                                | −1.6                                                | 2.8                                                 | 8.4                                                 | 13.5                                                | 18.2                                                | 22.3                                                | 22.8                                                | 17.6                                                | 10.8                                                | 4.2                                                 | −1.5                                                | 9.5                                                 |
| Precipitación total (mm)                            | 20.6                                                | 28.2                                                | 47.1                                                | 62.9                                                | 80.0                                                | 142.6                                               | 224.0                                               | 235.9                                               | 143.5                                               | 33.8                                                | 30.5                                                | 15.3                                                | 1064.4                                              |
| Días de precipitaciones (≥ 0.1 mm)                  | 4.5                                                 | 5.2                                                 | 7.3                                                 | 7.8                                                 | 8.6                                                 | 9.5                                                 | 14.4                                                | 12.8                                                | 9.6                                                 | 5.1                                                 | 5.0                                                 | 4.3                                                 | 94.1                                                |
| Horas de sol                                        | 193.5                                               | 185.2                                               | 202.9                                               | 220.4                                               | 229.7                                               | 183.8                                               | 151.3                                               | 165.3                                               | 161.1                                               | 203.2                                               | 180.0                                               | 189.7                                               | 2266.0                                              |
| Humedad relativa (%)                                | 54.4                                                | 53.6                                                | 54.1                                                | 53.2                                                | 58.7                                                | 65.5                                                | 73.8                                                | 72.9                                                | 71.3                                                | 64.5                                                | 60.3                                                | 56.8                                                | 61.6                                                |
| Fuente: Korea Meteorological Administration         |                                                     |                                                     |                                                     |                                                     |                                                     |                                                     |                                                     |                                                     |                                                     |                                                     |                                                     |                                                     |                                                     |

## Política y economía
Daegu es una ciudad conservadora. En las elecciones al parlamento surcoreano de 2004, el "Partido de Un País" (de derechas) obtuvo todos los escaños por Daegu. 
La industria predominante en Daegu es la textil, junto con la producción de metales y maquinaria. En la agricultura, destaca la producción de manzanas.

## Cultura
Tradicionalmente, la gente de Daegu es vista por el resto de los coreanos como conservadora, modesta y trabajadora.
Daegu fue sede de la copa mundial de fútbol del año 2002.
El budismo tradicional es fuerte, y existen diversos templos de dicha confesión.
Hay cinco universidades en Daegu, entre ellas, la Universidad Nacional de Kyungpok, , fundada en 1946), la Universidad Yeungnam y la Universidad Keimyung.
| Predecesor: Pekín | Universiadas 2003 | Sucesor: Esmirna |

## Población
La población es, como en el resto de Corea del Sur, sumamente homogénea, con pocos inmigrantes. Se registra un pequeño número de inmigrantes provenientes del sur de Asia, y estadounidenses que residen en la zona debido a las tres bases militares existentes: Camp Walker, Camp Henry y Camp George.

## División administrativa
Daegu se divide en 7 distritos (Gu) y 2 condados (Gun).
- Buk-gu (북구; 北區).
- Dalseo-gu (달서구;達西區).
- Dong-gu (동구; 東區).
- Jung-gu (중구; 中區).
- Nam-gu (남구; 南區).
- Seo-gu (서구; 西區).
- Suseong-gu (수성구; 壽城區).
- Dalseong-gun (달성군; 達城郡).
- Gunwi-gun (군위군; 軍威郡).